# 妙堯寺
妙堯寺（みょうぎょうじ）は、京都府京都市上京区西東町にある日蓮宗の寺院。山号は神力山。旧本山は大本山本圀寺(六条門流)、親師法縁。天王寺屋浄本とその妻妙蓮の墓所がある。

## 歴史
- 妙堯禅尼が子息の菩提を弔う為に邸を寺に改めた。

## 参考資料
- 日蓮宗寺院大鑑編集委員会『宗祖第七百遠忌記念出版 日蓮宗寺院大鑑』大本山池上本門寺 (1981年)
- 市川智康『日蓮聖人の歩まれた道』水書房